# حمید موسوی
حمید موسوی ( 15 دی ماه 1364 تهران )  نوازنده ساز سنتور در ژانر موسیقی اصیل ایرانی  اهل ایران است .

## زندگی
حمید موسوی مقدمات موسیقی و نواختن سنتور را در سن 6 سالگی نزد استاد بهمن بهرام آغاز کرد و در 14 سالگی ساختن ساز و ادوات موسیقی را نزد استاد خلیل موسوی آموخت .
او نوازندگی سنتور و دوره ردیف نوازی و آهنگسازی را نزد اساتیدی چون استاد بهمن بهرام ، علی وظیفه دوست ، کاظم داودیان و استاد شهمیرزادی آموخت و سپس  دوره تکمیلی سنتور را نزد استاد اردوان کامکار به پایان رسانید .

## فعالیت‌های هنری و پژوهشی
- طراحی و ثبت اختراع پل سنتور به صورت V شکل در جهت افزایش مقاومت ساز در مقابل فشار صوتی ساز
- ابداع سنتور کروماتیک 12 خرک به سفارش کنسرواتوار کشور آذربایجان
- ابداع سنتور 11 خرک با ابعاد 112 سانتی متر در جهت تغییر در رنگ صوتی ساز به درخواست استاد علی بهرامی فرد برای مجموعه کنسرت ها پردگیان باغ سکوت
- پژوهش درباره سنتور های باس لا کوک 11 خرک به درخواست استاد کیهان کلهر در آلبوم تنها نخواهم ماند
- ابداع گوشی های دو مرحله ای آبکاری ضد زنگ برای استفاده در منطقه های رطوبتی
- کنسرت گروه شاهو در تالار وحدت 1391
- کنسرت در سالن آمفی تئاتر نهاجا

## آثار
- انتشار تکنوازی سنتور سه گاه ، شور
- همکاری در آلبوم تنها نخواهم ماند اثر استاد کیهان کلهر ، علی بهرامی فرد
- همکاری در آلبوم ایران من همایون شجریان
- مشاور موسیقی فیلم لا مینور اثر استاد داریوش مهرجویی
- همکاری در آلبوم راح روح
- همکاری در آلبوم طرز مستور با علی بهرامی فرد
- همکاری در آلبوم آرایش غلیظ به خوانندگی همایون شجریان
- همکاری در آلبوم نه فرشته ام نه شیطان
- همکاری در آلبوم ترنگاترنک به خوانندگی حسین علیشاپور